# Banchus ciliatus
Banchus ciliatus là một loài tò vò trong họ Ichneumonidae.